# ティム・ホートン
ティム・ホートン（英語: Tim Horton, 本名：マイルズ・ギルバート・ホートン（英: Miles Gilbert Horton、1930年1月12日 - 1974年2月21日）は、カナダ連邦オンタリオ州北部コクレーン生まれのプロアイスホッケー選手。実業家。ポジションはディフェンス。
NHLではトロント・メープルリーフスなどで非常にタフなディフェンス選手として鳴らした。また、カナダ最大のコーヒー・ドーナツチェーン店「ティムホートンズ」の創業者である。現役中に交通事故で亡くなった。

## 経歴
1930年生まれのティム・ホートンは北部オンタリオ地区の小さなホッケーリーグの選手として成長した。NHLのドラフトにおいてトロント・メープルリーフスの指名を受け、同チームで17年間プレーし4度のスタンレー・カップ優勝を経験した。
その後は同じくNHLのニューヨーク・レンジャース、ピッツバーグ・ペンギンズ及びバッファロー・セイバーズでプレーした。非常に当たりが強く、重圧下での冷静さでも知られ、耐久力のあるディフェンス選手として活躍。NHLのオールスター戦では3度（1964年、1968年及び1969年）の第1チーム選手と、同じく3度（1954年、1963年及び1967年）の第2チーム選手に選抜されている。また、オールスター戦には7回の出場を果している。

### 事業活動
ホートンは選手としても有能であったが、一般的にはむしろ事業家として知名度が高い。1964年には、オンタリオ州ハミルトンで自分の名前にちなむコーヒー、ドーナツ店の第一号店舗を開いた。初期のメニューにはいくつか彼のオリジナル料理が加えられた。1965年になって、彼は投資家のロン・ジョイスと共同経営を始めた。ホートンの死後、ロンは事業を承継して瞬く間にこのチェーンを数百万ドル規模のフランチャイズ事業へと発展させることとなった。

### 事故死
1974年2月21日の早朝、セイバーズGMの George "Punch" Imlach から贈られたスポーツカー、デ・トマソ・パンテーラでトロントからニューヨーク州バッファローに向かって高速道路（QEW）を運転していたが、車の制御を失い車は大破、自損事故により即死してしまった。44歳であった。彼は QEW と20号線との環状交差路を通過中であった。この交差路はより適切なインターチェンジを作るためそれ以後撤去された。
結果的には、ホートンは時速100マイル超のスピードで走行していたことに加え、相当量のアルコールと前夜開催された古巣メープルリーフスとの試合であごを痛めたため、鎮痛剤を服用していたことがわかった。
葬儀にはNHL選手とりわけホートンが目をかけてその成長に重要な役割を担い、次シーズンにスタンレー・カップ決勝進出を果すこととなるセイバーズの若手選手が参列した。彼には残された妻と1男4女がいた。
1977年にホッケーの殿堂入りを果たした。またセイバーズ時代の背番号2が1996年に、メープルリーフス時代の背番号7が2016年10月15日に、それぞれ永久欠番になっている。

## 詳細情報

### 通算成績
| シーズン  | チーム                     | リーグ  | レギュラーシーズン | レギュラーシーズン | レギュラーシーズン | レギュラーシーズン | レギュラーシーズン | プレイオフ | プレイオフ | プレイオフ | プレイオフ | プレイオフ |
| シーズン  | チーム                     | リーグ  | GP                 | G                  | A                  | Pts                | PIM                | GP         | G          | A          | Pts        | PIM        |
| --------- | -------------------------- | ------- | ------------------ | ------------------ | ------------------ | ------------------ | ------------------ | ---------- | ---------- | ---------- | ---------- | ---------- |
| 1949-1950 | ピッツバーグ・ホーネッツ   | AHL     | 60                 | 5                  | 18                 | 23                 | 83                 | －         | －         | －         | －         | －         |
| 1949-1950 | トロント・メープルリーフス | NHL     | 1                  | 0                  | 0                  | 0                  | 2                  | 1          | 0          | 0          | 0          | 2          |
| 1950-1951 | ピッツバーグ・ホーネッツ   | AHL     | 68                 | 8                  | 26                 | 34                 | 129                | 13         | 0          | 9          | 9          | 16         |
| 1951-1952 | ピッツバーグ・ホーネッツ   | AHL     | 64                 | 12                 | 19                 | 31                 | 146                | 11         | 1          | 3          | 4          | 16         |
| 1951-1952 | トロント・メープルリーフス | NHL     | 4                  | 0                  | 0                  | 0                  | 8                  | －         | －         | －         | －         | －         |
| 1952-1953 | トロント・メープルリーフス | NHL     | 70                 | 2                  | 14                 | 16                 | 85                 | －         | －         | －         | －         | －         |
| 1953-1954 | トロント・メープルリーフス | NHL     | 70                 | 7                  | 24                 | 31                 | 94                 | 5          | 1          | 1          | 2          | 4          |
| 1954-1955 | トロント・メープルリーフス | NHL     | 66                 | 5                  | 9                  | 14                 | 84                 | －         | －         | －         | －         | －         |
| 1955-1956 | トロント・メープルリーフス | NHL     | 35                 | 0                  | 5                  | 5                  | 36                 | 2          | 0          | 0          | 0          | 4          |
| 1956-1957 | トロント・メープルリーフス | NHL     | 66                 | 6                  | 19                 | 25                 | 75                 | －         | －         | －         | －         | －         |
| 1957-1958 | トロント・メープルリーフス | NHL     | 53                 | 6                  | 20                 | 26                 | 39                 | －         | －         | －         | －         | －         |
| 1958-1959 | トロント・メープルリーフス | NHL     | 70                 | 5                  | 21                 | 26                 | 76                 | 12         | 0          | 3          | 3          | 16         |
| 1959-1960 | トロント・メープルリーフス | NHL     | 70                 | 3                  | 29                 | 32                 | 69                 | 10         | 0          | 1          | 1          | 6          |
| 1960-1961 | トロント・メープルリーフス | NHL     | 57                 | 6                  | 15                 | 21                 | 75                 | 5          | 0          | 0          | 0          | 0          |
| 1961-1962 | トロント・メープルリーフス | NHL     | 70                 | 10                 | 28                 | 38                 | 88                 | 12         | 3          | 13         | 16         | 16         |
| 1962-1963 | トロント・メープルリーフス | NHL     | 70                 | 6                  | 19                 | 25                 | 69                 | 10         | 1          | 3          | 4          | 10         |
| 1963-1964 | トロント・メープルリーフス | NHL     | 70                 | 9                  | 20                 | 29                 | 71                 | 14         | 0          | 4          | 4          | 20         |
| 1964-1965 | トロント・メープルリーフス | NHL     | 70                 | 12                 | 16                 | 28                 | 95                 | 6          | 0          | 2          | 2          | 13         |
| 1965-1966 | トロント・メープルリーフス | NHL     | 70                 | 6                  | 22                 | 28                 | 76                 | 4          | 1          | 0          | 1          | 12         |
| 1966-1967 | トロント・メープルリーフス | NHL     | 70                 | 8                  | 17                 | 25                 | 70                 | 12         | 3          | 5          | 8          | 25         |
| 1967-1968 | トロント・メープルリーフス | NHL     | 69                 | 4                  | 23                 | 27                 | 82                 | －         | －         | －         | －         | －         |
| 1968-1969 | トロント・メープルリーフス | NHL     | 74                 | 11                 | 29                 | 40                 | 107                | 4          | 0          | 0          | 0          | 7          |
| 1969-1970 | トロント・メープルリーフス | NHL     | 59                 | 3                  | 19                 | 22                 | 91                 | －         | －         | －         | －         | －         |
| 1969-1970 | ニューヨーク・レンジャース | NHL     | 15                 | 1                  | 5                  | 6                  | 16                 | 6          | 1          | 1          | 2          | 28         |
| 1970-1971 | ニューヨーク・レンジャース | NHL     | 78                 | 2                  | 18                 | 20                 | 57                 | 13         | 1          | 4          | 5          | 14         |
| 1971-1972 | ピッツバーグ・ペンギンズ   | NHL     | 44                 | 2                  | 9                  | 11                 | 40                 | 4          | 0          | 1          | 1          | 2          |
| 1972-1973 | バッファロー・セイバーズ   | NHL     | 69                 | 1                  | 16                 | 17                 | 56                 | 6          | 0          | 1          | 1          | 4          |
| 1973-1974 | バッファロー・セイバーズ   | NHL     | 55                 | 0                  | 6                  | 6                  | 53                 | －         | －         | －         | －         | －         |
| NHL合計   | NHL合計                    | NHL合計 | 1445               | 115                | 403                | 518                | 1611               | 126        | 11         | 39         | 50         | 183        |